# Northrop Grumman B-21 Raider
Northrop Grumman B-21 Raider là máy bay ném bom hạng nặng đang được phát triển cho Không quân Hoa Kỳ bởi hãng Northrop Grumman. Xuất phát từ chương trình Máy bay ném bom tấn công tầm xa (LRS-B), B-21 được thiết kế là một máy bay ném bom chiến lược tàng hình với tầm hoạt động liên lục địa, trọng tải vũ khí lớn, có thể mang các loại vũ khí quy ước và vũ khí nhiệt hạch.
Các chuyến bay thử nghiệm sẽ bắt đầu vào năm 2023 , chiếc B-21 Raider đầu tiên được dự kiến sẽ sẵn sàng phục vụ vào năm 2025 để bổ sung cho các phi đội máy bay ném bom Rockwell B-1 Lancer, Northrop Grumman B-2 Spirit, và Boeing B-52 Stratofortress hiện có trong biên chế của Không quân Hoa Kỳ và dần dần sẽ thay thế các máy bay ném bom này. B-21 dự tính sẽ có thể tốt hơn các dự án máy bay ném bom tầm xa khác như PAK DA của Nga hay H-20 của Trung Quốc 

## Quá trình phát triển
Không quân Hoa Kỳ ra thông báo đề nghị mời thầu cho chương trình LRS-B vào tháng 7 năm 2014. Kế hoạch ban đầu sẽ mua 80 đến 145 máy bay LRS-B với chi phí 550 triệu đô la mỗi chiếc (theo giá trị đồng đô la năm 2010) và dự kiến khoảng 175 đến 200 sẽ được đưa vào sử dụng. Hợp đồng nghiên cứu phát triển được trao cho Northrop Grumman vào tháng 10 năm 2015.

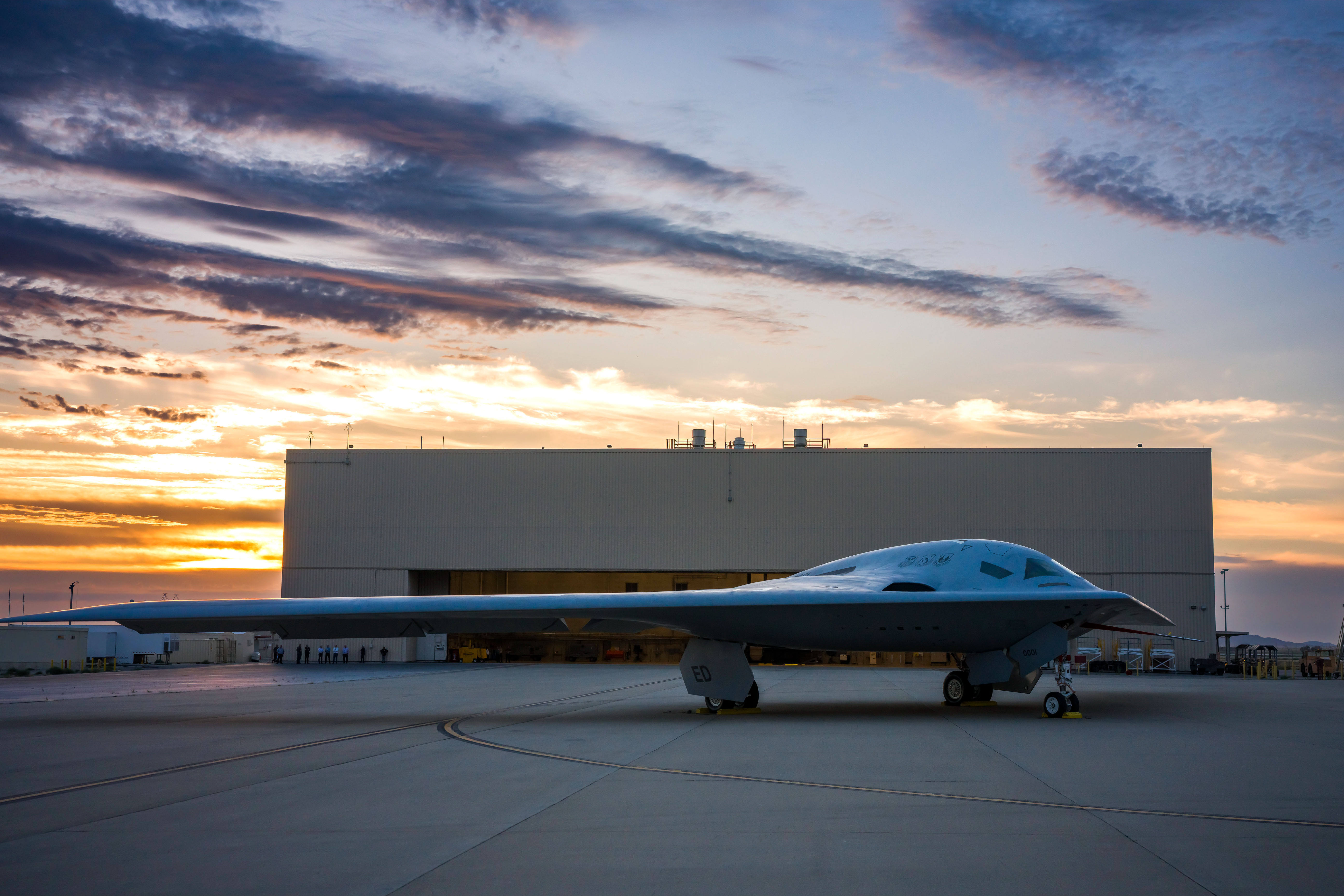
Northrop Grumman B-21 Raider

Tại Hội nghị chuyên đề về chiến tranh trên không năm 2016, LRS-B đã chính thức được gọi là "B-21", nhấn mạnh vào việc đây là máy bay ném bom đầu tiên thiết kế chế tạo trong thế kỷ 21. Sau đó, cựu Bộ trưởng Không quân Deborah Lee James tuyên bố rằng B-21 là một nền tảng tấn công chính xác toàn cầu thế hệ thứ năm và sẽ tăng cường cho Hoa Kỳ khả năng chiến tranh lấy mạng làm trung tâm. Người đứng đầu Bộ Tư lệnh Tấn công Toàn cầu của Không quân Hoa Kỳ hy vọng rằng 100 máy bay ném bom B-21 sẽ là đơn đặt hàng tối thiểu và có thể lên tới 175 - 200 máy bay sẽ được đặt mua. Hai nghiên cứu nội bộ của Không quân Hoa Kỳ cho thấy số lượng B-21 được đặt mua sẽ trong khoảng 80 đến 100 chiếc có thể lên tới 145 chiếc. Khả năng sẵn sàng chiến đấu được dự kiến sẽ đạt được vào năm 2030.
Vào tháng 3 năm 2016, Không quân Hoa Kỳ công bố 7 nhà thầu cấp một cho dự án: Pratt & Whitney; BAE Systems; Spirit AeroSystems; Orbittal ATK; Rockwell Collins; GKN Aerospace; và Janicki Industries.
B-21 rất có thể sẽ được trang bị hai động cơ Pratt & Whitney F135, đây cũng là động cơ được trang bị trên tiêm kích F-35 Lightning II. Giám đốc chương trình F-35, Chris Bogdan, cho rằng việc dùng chung thiết kế động cơ sẽ giúp giảm chi phí cho chế tạo và bảo dưỡng các động cơ F135, có lợi cho cả B-21 lẫn F-35. B-21 sẽ được thiết kế ngay từ đầu với kiến trúc hệ thống mở nhằm tăng khả năng kết nối tích hợp linh hoạt với các hệ thống vũ khí và cảm biến khác.
Vào tháng 4 năm 2016, đã có báo cáo rằng Bộ chỉ huy tấn công toàn cầu của Không quân Hoa Kỳ hy vọng số lượng B-21 tối thiểu sẽ được tăng đến con số 100 chiếc.
Vào tháng 7 năm 2016, Không quân Hoa Kỳ tuyên bố họ sẽ không tiết lộ chi phí ước tính cho hợp đồng B-21 với Northrop Grumman. Không quân cho rằng việc này có thể sẽ tiết lộ quá nhiều thông tin mật về dự án cho các đối thủ tiềm tàng. Ủy ban Vũ trang của Thượng viện Hoa Kỳ cũng bỏ phiếu không công khai chi phí của chương trình, hạn chế thông tin cho các ủy ban quốc phòng của quốc hội. Việc này vấp phải sự phản đối của một nhóm các nhà lập pháp lưỡng đảng do Chủ tịch ủy ban, Thượng nghị sĩ John McCain bang Arizona dẫn đầu.

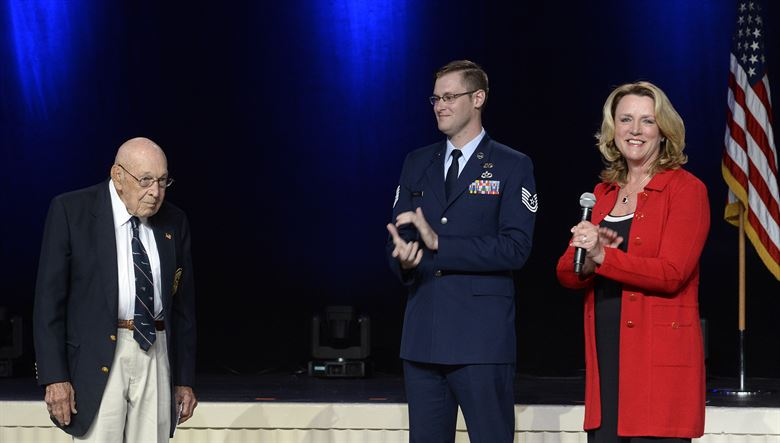
Richard E. Cole (trái), phi công cuối cùng của phi đội ném bom Doolittle Raider trong lễ công khai tên máy bay B-21 cùng Bộ trưởng Không quân Deborah Lee James (phải), vào ngày 19 tháng 9 năm 2016

Vào ngày 19 tháng 9 năm 2016, B-21 chính thức được đặt tên là "Raider" để vinh danh Doolittle Raiders, một phi đội ném bom của Không quân Hoa Kỳ trong Chiến tranh Thế giới thứ hai. Phi công cuối cùng còn sống của chiến dịch ấy, Trung tá đã nghỉ hưu Richard E. Cole, đã có mặt trong buổi lễ đặt tên tại hội nghị của Hiệp hội Không quân.
Văn phòng Kiểm toán Chính phủ đã công bố một báo cáo vào ngày 25 tháng 10 năm 2016 trong đó ủng hộ quyết định của Không quân để trao hợp đồng LRS-B cho Northrop Grumman. Chi phí được tiết lộ là yếu tố quyết định trong việc lựa chọn Northrop Grumman thay vì Boeing và Lockheed Martin.
Không quân Hoa Kỳ cũng đang lên kế hoạch cho một máy bay tiêm kích tầm xa mới, hiện gọi là Penetrating Counter-Air, có thể có nhiệm vụ hộ tống B-21 Raider xâm nhập sâu vào không phận đối phương. Máy bay tiêm kích mới này hiện có rất ít thông tin công khai, được cho là sẽ hỗ trợ máy bay ném bom tồn tại trong khu vực phòng thủ dày đặc.
Các công đoạn lắp ráp cuối cùng của B-21 dự kiến sẽ diễn ra tại Nhà máy Không quân số 42 gần Palmdale, California. Đây cũng một cơ sở được sử dụng trong những năm 1980 và 1990 để sản xuất B-2 Spirit. Các nhà báo tham quan Nhà máy 42 đã viết, "trong khi Northrop chưa chính thức xác nhận rằng họ sẽ sản xuất B-21 tại đây, các quan chức chỉ nháy mắt và gật đầu khi được hỏi". Do tính chất bảo mật thông tin của chương trình, rất ít thông tin được phát hành. Vào mùa hè năm 2019, có báo cáo nói rằng việc lắp ráp mẫu thử đầu tiên đang được tiến hành.
Dự án B-21 đã hoàn thành đánh giá thiết kế chi tiết vào tháng 12 năm 2018.
Ngày 31 tháng 1 năm 2020, các hình ảnh mô phỏng chính thức về B-21 được phát hành bởi Không quân Hoa Kỳ và Northrop Grumman. Những hình ảnh này cho thấy mỗi bên càng đáp chính có 2 bánh thay vì 4 bánh như ở B-2, vì vậy rất có thể B-21 sẽ có kích thước và trọng lượng nhỏ hơn so với B-2.